# Liberalismo politico
Liberalismo Politico è un saggio del filosofo John Rawls pubblicato in lingua inglese negli Stati Uniti nel 1993 e in lingua italiana, nella traduzione di Gianni Rigamonti, l'anno successivo.

## La replica al comunitarismo
Una delle più elaborate repliche alla sfida comunitaria resta proprio quella presentata da John Rawls in questo libro: il dilemma del pluralismo viene presentato come estensione del principio di tolleranza; l'estensione è riuscita solo se viene guadagnato uno stabile consenso per intersezione su un grappolo di valori politici fondamentali. Persone che abbiano concezioni morali comprensive divergenti devono poter trovare, entro le proprie prospettive di valore, le ragioni convergenti dell'adesione a una idea politica di società giusta. Ciò che dobbiamo politicamente condividere è un sottoinsieme di valori, così la stabilità della lealtà civile è coerente con il fatto del pluralismo. Una concezione di valore politico deve essere neutrale nei confronti delle diverse concezioni, basandosi sull'idea del rispetto dovuto alle prospettive di valore etico, culturale o religioso di chiunque. Essere neutrali equivale a essere equi nei confronti della pluralità delle dottrine morali comprensive.
Solo un tipo di disaccordo è rilevante, cioè quello tra agenti ragionevoli e non dogmatici o fondamentalisti. Si può incorrere negli oneri della ragione partendo da premesse simili, ognuno legge la realtà in modo diverso e formula quindi giudizi diversi, queste sono le differenze dovute a un utilizzo corretto della ragione (ragionevolezza intesa quando un agente è in grado di dare spiegazioni e quando l'agente ascolta e fa uno sforzo per capire e comprendere le ragioni di un altro ed è anche disposto a rivedere le proprie posizioni). Il fine degli agenti ragionevoli è dunque il raggiungimento di un accordo di sostanza accettabile da tutte le parti, un accordo di sostanza che superi il disaccordo dovuto al pluralismo dei valori.
Il fine ultimo è la strutturazione di una società bene ordinata con un assetto istituzionale bene ordinato, ovvero una società in cui valgono gli stessi principi di giustizia per tutti, nel senso che tutti li riconoscono, e le istituzioni sono modellate su questi principi condivisi in modo che possano sviluppare nei cittadini il senso di giustizia: se una società è così strutturata, allora sarà stabile nel tempo.

## Il consenso per intersezione
Il consenso per intersezione (nell'originale inglese overlapping consensus) è simile alla concezione di Rousseau per cui le leggi devono essere espressione della volontà generale, misura degli interessi di tutti e di ciascuno, ovvero degli interessi comuni già condivisi da tutti e non esito di negoziazione. Partendo da questo presupposto, John Rawls è convinto che sia possibile trovare un accordo (non religioso o morale) su un "pacchetto" dei valori politici di base che possano fornire istituzioni comuni. 
Il consenso per intersezione si differenzia quindi dagli accordi del tipo modus vivendi (accordo alla Thomas Hobbes, ovvero un bilanciamento temporaneo di intrinseca mutevolezza) o consenso costituzionale (che pur non implicando un accordo sostanziale sui principi politici, controbilancia le divergenze quanto al modo di intenderli con un accordo formale sugli stessi).
L'intersezione è più adatta, vi si troverà l'adesione alla libertà e all'eguaglianza come valori politici condivisi a cui agenti diversi arriveranno per vie diverse. Rawls è cosciente che i principi a cui si giungerà dipenderanno dai contesti, tuttavia è convinto che un modello liberale avrà più successo. Infatti mentre in Una teoria della giustizia, Rawls esponeva i due principi di giustizia come una dottrina morale, in quest'opera i due principi (che, inoltre, vengono riformulati) vengono visti come una teoria politica che prescinde ogni tendenza filosofica, morale o religiosa in totale rispetto delle diversità culturali e ideologiche.

## La ragione pubblica
Tutte le argomentazioni devono fare riferimento alla ragione pubblica, che comprende i concetti condivisi originati dal consenso per intersezione: la ragione pubblica è la cultura politica della società. La ragione pubblica è una sola; infatti, mentre le ragioni private sono molteplici, la ragione pubblica è unica nella misura in cui rappresenta la ragione di tutti cittadini e contiene i loro valori condivisi nel consenso per intersezione, che sono pubblici proprio in virtù del fatto di essere condivisi da tutti. Le istituzioni di una società giusta devono infatti essere imparziali e per esserlo devono essere condivise da tutti, indipendenti dai diversi valori privati: pertanto è indispensabile fare perno sull'intersezione dei valori condivisi.
La ragione pubblica vincola solo gli elementi costituzionali, la fase costitutiva essenziale, quindi vincola soprattutto i rappresentanti politici e i magistrati-giudici; essa deve però anche poter vincolare in un terzo modo anche tutti i cittadini soprattutto nel momento in cui vanno a votare e quando esercitano un controllo sui rappresentanti. I cittadini non devono votare secondo la propria convenienza personale, ma votare nell'interesse della società; anche quando si giudicano i rappresentanti, il giudizio deve partire dalla questione se il loro operato è coerente con i principi di base della società. Se così non fosse, l'operato dei rappresentanti sarebbe ingiusto e ci deve essere, quindi, un diritto alla disobbedienza civile.
La teoria di Rawls è sostantiva (descrive esiti giusti) e può avere difficoltà applicativa; più applicabili a livello transcontestuale paiono le teorie procedurali minimali.

## Il cambiamento di prospettiva
La revisione dell'opera del 1971 è centrata sul problema della stabilità nel tempo di una società giusta. 
In Una teoria della giustizia il problema della stabilità era affrontato nella terza parte dell'opera, in cui peraltro la giustizia come equità era presentata come dottrina morale comprensiva; la teoria politica normativa risultava dunque una teoria del giusto non rispondente al fatto del pluralismo di società a tradizione democratica. 
Il pluralismo riguarda la varietà delle concezioni del bene, delle dottrine comprensive, religiose o meno. Il primo principio di giustizia ascrive e tutela le eguali libertà fondamentali, è l'esercizio di tali libertà a dar luogo al fatto del pluralismo. Se il pluralismo delle dottrine comprensive viene preso sul serio, una teoria politica normativa non può basarsi su una dottrina comprensiva: la teoria della giustizia deve allora includere un sottoinsieme di valori che è specificato dai valori solo politici fondamentali che devono modellare il solo ambito del politico. In questo senso il liberalismo che Rawls propone è “politico”.
Il comunitarismo insiste sulla rilevanza dell'idea di comunità e di condivisione di una moralità sostanziale; ma la caratteristica delle società liberali è piuttosto la presenza di più comunità di condivisione di valori e lealtà divergenti. Rawls cerca dunque di rispondere alla domanda di come è possibile far permanere nel tempo una società giusta e stabile di cittadini liberi ed eguali ma che restano divisi da dottrine comprensive ragionevoli; introduce quindi l'idea di consenso per intersezione. I principi di giustizia per l'ambito politico devono giacere nel sottoinsieme di intersezione non vuoto fra gli insiemi delle dottrine comprensive. La condivisione della giustizia come equità si avvarrà delle ragioni che ciascuno ha, entro la propria dottrina comprensiva, per aderire ai valori politici fondamentali che la giustizia come equità ordina e specifica.
Il consenso per intersezione non è una soluzione negoziale di equilibrio che contrassegna un modus vivendi, la teoria del contratto non è teoria della contrattazione. Il consenso per intersezione sancisce la condivisione di una base pubblica per la giustificazione delle istituzioni fondamentali di una società giusta che rende vincolante e, in caso di conflitto, superiore la comune lealtà civile ai valori politici fondamentali rispetto alle altre plurali lealtà. I valori politici fondamentali sono quelli che, in una società democratica, possiamo riconoscere come “costituzionali”; essi devono poter essere sottratti ai calcoli degli interessi sociali o agli esiti contingenti delle aggregazioni maggioritarie di preferenze politiche. La neutralità liberale è così riformulata come equità nei confronti della varietà di dottrine comprensive inevitabilmente presenti in una società democratica.

## Critiche
L'opera costituisce una sorta di risposta alle critiche dei comunitaristi verso il suo precedente e più famoso libro intitolato Una teoria della giustizia, soprattutto per quanto riguarda le pretese di universalismo della propria teoria; secondo alcuni critici, infatti, quest'opera costituirebbe anche un leggero cambiamento di idee e posizioni rispetto alla precedente opera. La critica filosofica non è tuttavia concorde: altri filosofi sostengono infatti che Liberalismo politico non sia altro che una coerente prosecuzione nella ricerca di una società giusta, sempre nel solco della sua precedente opera di filosofia politica.